# Idioma español en Australia

Porcentaje de australianos que hablan español en sus hogares, en relación con el resto de la población según el censo 2011.

La presencia del idioma español en Australia comienza con la llegada masiva de inmigrantes provenientes de Argentina, Chile, Uruguay, El Salvador, Nicaragua y Perú. a mediados de la década del 60 y principios de la del 70.

## Historia
Los primeros hispanohablantes que llegaron al continente australiano fueron los navegantes españoles y novohispanos que conquistaron algunas islas del Pacífico y las Islas Filipinas, que a su vez tenían puntos de embarque en Indonesia y el litoral norte de Australia.[cita requerida]
Algunos gallegos emigraron a Australia en los primeros años del siglo XX. La guerra civil española, hizo que miles de españoles emigraran hacia Australia a mediados del siglo XX.[cita requerida]
En la actualidad, la mayoría de los hispanohablantes en Australia son inmigrantes (y sus descendientes), provenientes de América del Sur, principalmente del Cono Sur (Argentina, Chile y Uruguay)[cita requerida]

## Estadísticas
| Censo | Cantidad | Porcentaje |
| ----- | -------- | ---------- |
| 1991  | 90.477   | %          |
| 1996  | 91.253   | %          |
| 2001  | 93.593   | %          |
| 2006  | 98.001   | %          |
| 2009  | 106.517  | %          |
| 2011  | 111.400  | 0,6%       |
| 2016  | 140.813  | 0,6%       |
| 2021  | 171.378  | 0,7%       |

Por tanto hay 111.400 personas que hablan español como lengua materna, o más concretamente, que lo hablan en sus casas según el censo del 2011. En 2012 había unos 17.000 españoles, 14.190 argentinos y 12.839 peruanos. En 2005 había 23.420 residentes chilenos.
Según el estudio de la demografía de la lengua española, habría 447.175 hablantes de español con mayor o menor competencia, entre los inmigrantes de origen de países hispanohablantes censados en el 2001.

## Estudio del español
Según el Instituto Cervantes, en 2005 había 33.913 estudiantes de español.
En 2008, el Instituto Cervantes estableció un centro en Sídney. 